# Eugène Louis Melchior Patrin
Eugène Louis Melchior Patrin (Lione, 3 aprile 1742 – Saint-Vallier, 15 agosto 1815) è stato un naturalista e mineralogista francese.

## Biografia
Dopo due anni di viaggi in Germania, in Ungheria e in Polonia, trascorse otto anni in Russia (Siberia) (1780-1787), dal quale svolse delle indagini geologiche e botaniche. Inoltre, viaggiò nella catene degli Urali, sui Monti Altaj e le altre aree della Siberia, trasportando in sé le sue collezioni di minerali dal quale dovevano essere rispediti a San Pietroburgo, prima del suo ritorno. Questo materiale, tuttavia, fu in parte confiscato dal botanico tedesco Peter Simon Pallas, dal quale tenne gli elementi migliori per il suo gabinetto personale. I pezzi rimanenti furono, successivamente, offerti al Jardin du Roi a Parigi. Nel 1804 fu nominato primo bibliotecario del Conseil des Mines. Dal 1790 al 1815, fu membro dell'Académie des sciences, belles-lettres et arts de Lyon.
Fece un importante contributo per quanto riguarda il campo della mineralogia, soprattutto sull'opera di Buffon intitolata Storia naturale. Nel 1788 fornì una descrizione moderna di auricalcite, dandogli il nome Calamine verdâtre. Il genere di pianta Patrinia (famiglia Valerianaceae) fu chiamato in suo onore da Antoine Laurent de Jussieu.

## Opere principali
- Relation d'un voyage aux Monts d'Altaice en Sibérie fait en 1781, (1783).
- Mémoire sur ls moeurs des habitants de la Sibérie, (1790).
- Recherches sur les volcans : d'après les principles de la chimie pneumatique, (1800).
- Histoire naturelle des minéraux contenant leur description, celle de leur gîte, la théorie de leur formation, leurs rapports avec la géologie ou histoire de la terre, le détail de leurs propriétés et de leurs usages leur analyse chimque, etc. (1830).[8]